# 张孝忠 (元朝)
张孝忠，元朝镇守四川方面的将领。
張孝忠祖父张札古带是拖雷的属臣，父亲張萬家奴是攻掠四川的将领。張孝忠幼年随父在軍中，参与各地攻战。1282年（至元十九年）跟随都元帥也速答兒攻打亦奚不薛蛮，对敵軍相遇会灵关，追至沙谿，将其击败。進攻龍家寨阿那关，获胜，于是攻亦奚不薛大营，大胜。率领八百人在鹿札河击败阿永蛮、乘勝攻至打鼓寨，連破敵军。平定諸蛮、張孝忠以功受賜金帛、弓矢、鞍轡，還軍成都。1285年（至元二十二年），跟随攻打烏蒙蛮。再击败迫降大垻都掌、蟻子諸蛮，加明威将軍。1290年（至元二十七年）受命西征中亚窝阔台汗国海都，至沙州、瓜州，归還後，賜虎符，担任僉書四川等处行枢密院事。其後，以本軍万户镇守成都，之后去世。